# Білокриницька волость
Білокриницька волость — адміністративно-територіальна одиниця Кременецького повіту Волинської губернії Російської імперії. Волосний центр — село Білокриниця.

Станом на 1885 рік складалася з 49 поселень об'єднаних у 22 сільські громади. Населення — 6914 осіб (3363 чоловічої статі та 3551 — жіночої), 780 дворових господарства.

## Основні поселення волості
- Білокриниця — колишнє власницьке село при річці Дядківська Криниця за 5 верст від повітового міста; волосне правління; 365 осіб, 35 дворів, православна церква, школа, поштова станція, постоялий будинок.
- Антонівці — колишнє власницьке село при річці Іловиця, 450 осіб, 45 дворів, православна церква, постоялий будинок, винокурний та скляний заводи.
- Башківці — колишнє державне та власницьке село при ключі Долина, 590 осіб, 36 дворів, православна церква, постоялий будинок.
- Жолобки — колишнє власницьке село, при струмкові Хотяч та озері Шупинка, 395 осіб, 52 двори, православна церква, постоялий будинок.
- Залісці — колишнє власницьке село, при озері Забірське, 457 осіб, 49 дворів, православна церква, постоялий будинок.
- Лішня — колишнє власницьке село при річці Піщанка, 210 осіб, 20 дворів, православна церква, постоялий будинок, водяний млин.
- Мала Андруга — колишнє власницьке село при річці Іква, 223 особи, 28 дворів, православна церква, постоялий будинок, водяний млин.
- Обич (Монастирок) — колишнє власницьке село при струмкові Обич та ключі, 528 осіб, 67 дворів, православна церква, постоялий будинок, водяний млин.
- Сапанів — колишнє державне село при річці Іква, 850 осіб, 80 дворів, православна церква, постоялий будинок.
- Стіжок — колишнє власницьке село, при струмкові Коловиниця, 267 осіб, 33 двори, каплиця, постоялий будинок.
- Тилявка — колишнє власницьке село, при струмкові Тилявка та озері Пилипове, 415 осіб, 42 двори, православна церква, постоялий будинок.
- Угорськ — колишнє власницьке село, при озері Нестерське, 368 осіб, 43 двори, православна церква, постоялий будинок.

## Історія
Волость існувала у ХІХ ст. — 1920 році у складі Кременецького повіту Волинської губернії. 18 березня 1921 року Західна Волинь відійшла до складу Польщі. З 1921 по 1933 роки волость існувала як ґміна Білокриниця Кременецького повіту Волинського воєводства у тих же межах, що й до 1920 року. В 1921 р. волость налічувала 14 507 жителів (12 653 православних, 1 814 римо-католиків, 5 євангелістів, 5 греко-католиків і 30 юдеїв), складалася з 46 населених пунктів:
- 27 сіл:
  - Андруга Мала
  - Андруга Велика
  - Антонівці
  - Башківці
  - Білокриниця
  - Бонівка
  - Хмелище
  - Чугалі
  - Грабівка
  - Іловиця Велика
  - Іловиця Мала
  - Колосів
  - Лішня
  - Моргви
  - Одерадівка
  - Пісочне Гутисько
  - Сапанів
  - Сошище
  - Стіжок
  - Сичівка
  - Шпиколоси
  - Тилявка,
  - Угорськ,
  - Веселівка,
  - Забара,
  - Залісці,
  - Жолобки
- 9 селищ:
  - Хвощі
  - Данилівка
  - Діброва
  - Гутисько
  - Кантор Лісний
  - Кучери
  - Ляшівка
  - Лісовики
  - Три Кіпці

7 хуторів:
- - Дренча
  - Фільварецька Дорога
  - Гриваси
  - Пісочна
  - Сарнинець
  - Стіжецьке Поселення
  - Стіжецьке Гутисько
- 1 колонія — Борочик
- 2 фільварки:
  - Білокриниця
  - Жолобки.

1 жовтня 1933 р. ґміну Білокриниця ліквідовано, а села включені до ґмін:
- Ґміна Угорськ — Антонівці, Андруга Мала, Башківці, Бонівка, Хмелище, Іловиця Мала, Іловиця Велика, Лішня, Одерадівка, Стіжок, Сошище, Тилявка, Угорськ, Веселівка, Забара, Залісці і Жолобки;
- Ґміна Березьце — Колосово, Шпиколоси, Сапанів;
- міська ґміна Кременець — Сичівка, Грабівка, Андруга Велика, і Білокриниця.[3]